# Balanomorpha
Balanomorpha zijn een orde van mariene kreeftachtigen.

## Soorten
De volgende superfamilies zijn bij de orde ingedeeld:
- Balanoidea Leach, 1817
- Chionelasmatoidea Buckeridge, 1983
- Chthamaloidea Darwin, 1854
- Coronuloidea Leach, 1817
- Pachylasmatoidea Utinomi, 1968
- Tetraclitoidea Gruvel, 1903